# Emanuele Filiberto, Prinț de Veneția și Piemont

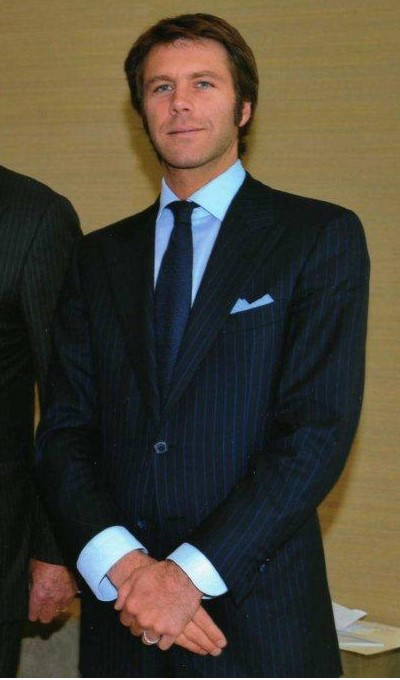
Prințul Emanuele Filiberto

Emanuele Filiberto di Savoia (n. 22 iunie 1972), este membru al Casei de Savoia și fiu al lui Victor Emmanuel, Prinț de Neapole. Este singurul nepot în viață pe line masculină al regelui Umberto al II-lea al Italiei, ultimul rege al Italiei. Emanuele Filiberto folosește titlurile de "Principe di Venezia" și "Principe di Piemonte". Cum titlurile nobile nu sunt recunoscute de guvernul italian, el folosește  di Savoia ca supranume.

## Biografie
Emanuele Filiberto Umberto Reza Ciro René Maria di Savoia s-a născut la Geneva, Elveția, ca singurul copil al lui Vittorio Emanuele, șeful Casei de Savoia și a soției acestuia, Marina Doria, o fostă campioană elvețiană la schi.
La Roma, Filiberto s-a căsătorit cu Clotilde Courau, o actriță franceză și fiica lui Jean Claude Courau și a Catherine du Pontavice des Renardières, în aceeași biserică în care străbunicul lui Filiberto, regele Victor Emmanuel al III-lea s-a căsătorit cu Elena de Muntenegru în 1896. Albert al II-lea, Prinț de Monaco, care a făcut cunoștință cuplului în 2003, a fost cavaler de onoare. Se crede că aproximativ 1.200 de oameni au participat la nuntă. Mireasa, însărcinată în șase luni, a purtat o rochie Valentino cu o trenă lungă de 4 metri și o tiara cu diamante și pietre prețioase aparținând Casei de Savoia.
La 10 noiembrie 2002, el și-a însoțit părinții în Italia, în urma revocării dispoziției din Constituția italiană care a interzis ca descendenții de sex masculin din Casa de Savoia a regilor Italiei să pună piciorul în țară. Într-o excursie de trei zile, el și-a însoțit părinții în vizită la Vatican pentru o audiență de 20 de minute cu Papa Ioan Paul al II-lea.
Prințul Emanuele Filiberto are două fiice: prințesa Vittoria (n. 2003) și prințesa Luisa (n. 2006).